# Оптакай
Оптакай (баш. Әптекәй ) — озеро в Баймакском районе Республики Башкортостан (Россия).
Озеро находится на высоте 484 м над уровнем моря, в 2,3 км от деревни Исянбетово и в 4,5 км от деревни Кусеево, к северо-западу от озера Балыклы и к северу от озера Агаслы.